# Alvechurch
Alvechurch – wieś w Anglii, w hrabstwie Worcestershire, w dystrykcie Bromsgrove. Leży 25 km na północny wschód od miasta Worcester i 158 km na północny zachód od Londynu. Miejscowość liczy 5316 mieszkańców.